# 정상혁
정상혁(鄭相赫, 1941년 12월 25일~)은 대한민국의 정치인이다. 제41·42·43대 충청북도 보은군수이다.

## 학력
- 청주사범병설중학교 졸업(1957. 2)
- 청주농업고등학교  졸업(1960.2)
- 충북대학교 임학과 학사(1964.02)

## 경력
- 1967.07~1967.12 충북 중원군 농촌지도소 산척지소
- 1968.01~1968.12 충북 중원군청 내무과
- 1969.01~1973.06 충청북도 농촌진흥원(지도국)
- 1973.07~1980.02 농촌진흥청(공보관실, 기술보급국, 기획관리실)
- 1980.02~1985.03 환경부(계획조정국)
- 1985.03~1988.12 천세산업(주) 기획실장 상무이사
- 1981.01~1993.09 천수산업(주) 부사장
- 보광산업(주) 대표이사, 사장
- 충북도립대학교 환경생명과학과 강사
- 2002.07~2006.06 제7대 충청북도의회 의원(보은군 제2선거구)
  - 댐특위 위원장, 의정연구회장
- 농협중앙회 충북본부 자문위원
- (사)충북지역개발회 운영위원회 위원
- 영동대학교 교양학부 강사(환경, 행정)
- 2009.03 충북4.19혁명기념사업회 부회장
- 충청북도 4-H본부 부회장
- 전국농어촌지역군수협의회 부회장
- 전국균형발전지방정부협의회 공동대표
- 2010.07~2022.06 제41·42·43대(민선 5·6·7기) 충청북도 보은군수(3선, 자유한국당)
- 2023.01~충청북도 특별고문

## 역대 선거 결과
|  | 54.16% |

|  | 49.85% |

|  | 44.36% |

|  | 40.05% |